# Wapen van Boornbergum

Wapen van Boornbergum

Het wapen van Boornbergum is het dorpswapen van het Nederlandse dorp Boornbergum, in de Friese gemeente Smallingerland. Het wapen werd in 2013 geregistreerd.

## Beschrijving
De blazoenering van het wapen in het Fries luidt als volgt:
Dield: I. yn grien in gouden punt oprizend út de skyldfoet, fan boppen beselskippe fan in gouden rogge-ier; II. weagjend trochsnien fan swart en goud, mei oer alles hinne in toerkrús mei in hoanne en op de dwersbalke op de úteinen in leelje mei ôfsniene foet, pleatst op in bal op in punt, oprizend út de skyldfoet, fan it ien yn it oar.
De Nederlandse vertaling luidt als volgt: 
Gedeeld: I. in groen een gouden punt oprijzend uit de schildvoet, van boven vergezeld van een gouden roggeaar; II. golvend doorsneden van zwart en goud, met over alles heen een torenkruis met een haan en op de dwarsbalk op de uiteinden een lelie met afgesneden voet, geplaatst op een bal op een punt, oprijzend uit de schildvoet, van het een in het ander.
De heraldische kleuren zijn: sinopel (groen), goud (goud) en sabel (zwart).

## Symboliek
- Gouden punt: staat symbool voor het oostelijke deel van het dorp dat op een zandrug gelegen is.[1]
- Zwart veld: verwijst naar het westelijke deel van het dorp dat gelegen is in een veengebied. De golvende rand verwijst naar de Boorne, het riviertje waar het dorp zijn naam aan ontleent.[1]

Roggeaar: duidt op de roggemolen die zich bevond tussen Boornbergum en Kortehemmen.
- Torenkruis: symbool dat overgenomen is van de toren van de kerk van Boornbergum. Deze windwijzer is afkomstig van de middeleeuwse voorganger van deze kerk.[1]